# Canencia
Canencia es un municipio y localidad española del norte de la Comunidad de Madrid, en la vertiente sur de la sierra de Guadarrama. Cuenta con una población de 469 habitantes (INE 2024).

## Geografía

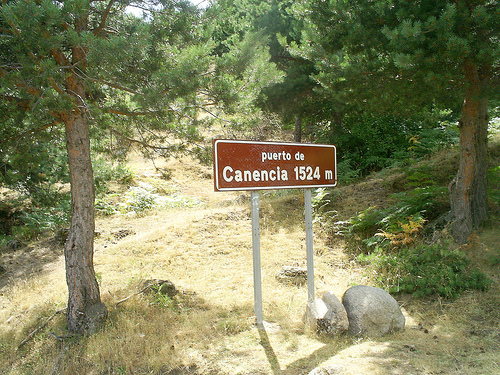
El pueblo se encuentra al pie del puerto de Canencia, de 1524 m de altitud

El término municipal se halla en la parte meridional del Valle Alto del Lozoya, territorio administrativamente incluido en la comarca de la Sierra Norte. Se encuentra a los pies del puerto de Canencia (1524 m de altitud), que lo comunica por el sur con Miraflores de la Sierra, a través de la vía comarcal M-629. Esta carretera enlaza, hacia el norte, con la M-604, que atraviesa longitudinalmente el valle alto del Lozoya hasta llegar a la autovía del Norte (A-1).
Sus lindes septentrionales están marcadas por los municipios de Lozoya y de Gargantilla del Lozoya y Pinilla de Buitrago. Al sur limita con Bustarviejo y Miraflores de la Sierra; al este con Garganta de los Montes y Valdemanco; y al oeste con Pinilla del Valle, Alameda del Valle y Rascafría.

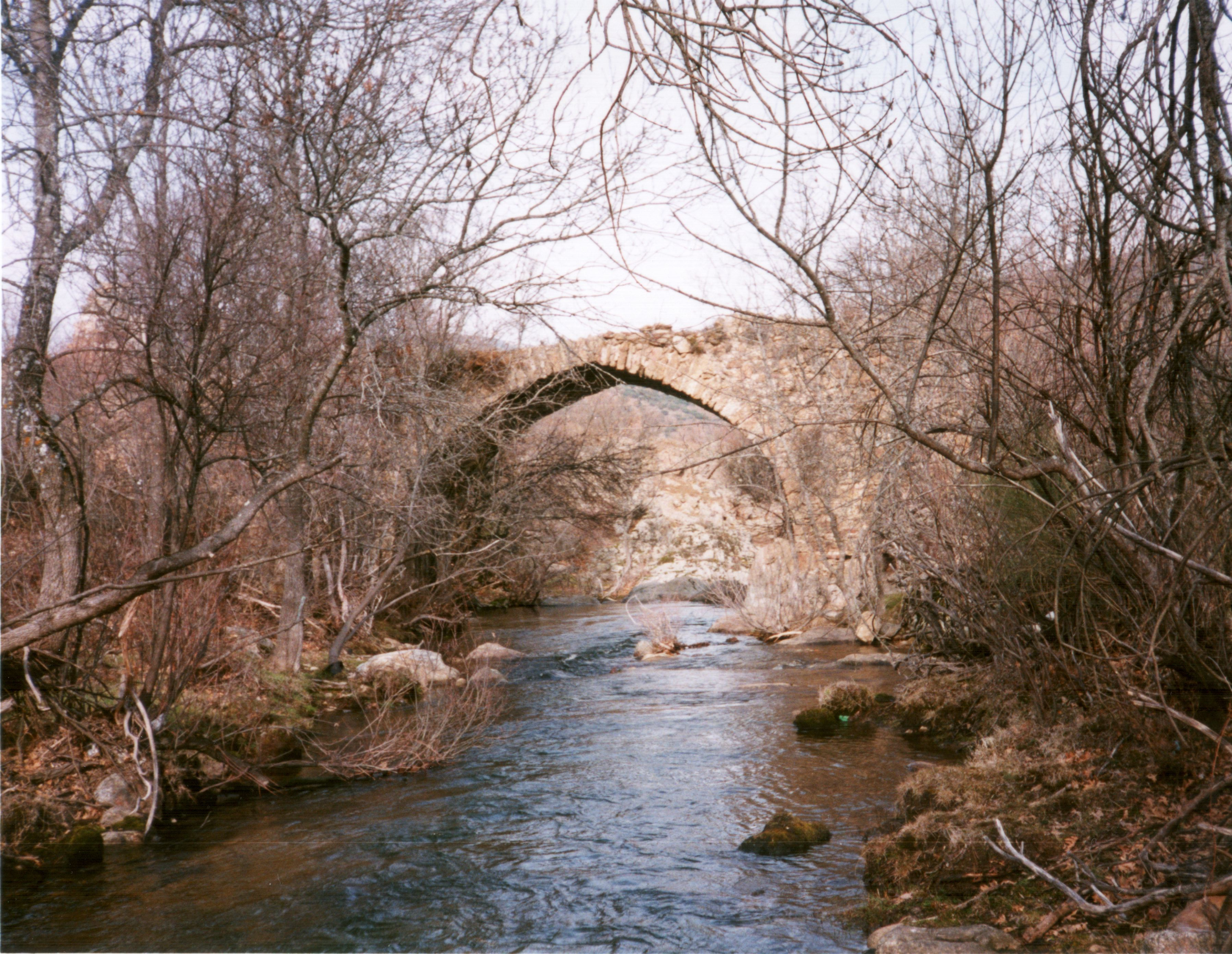
Puente de Matafrailes sobre el arroyo de Canencia

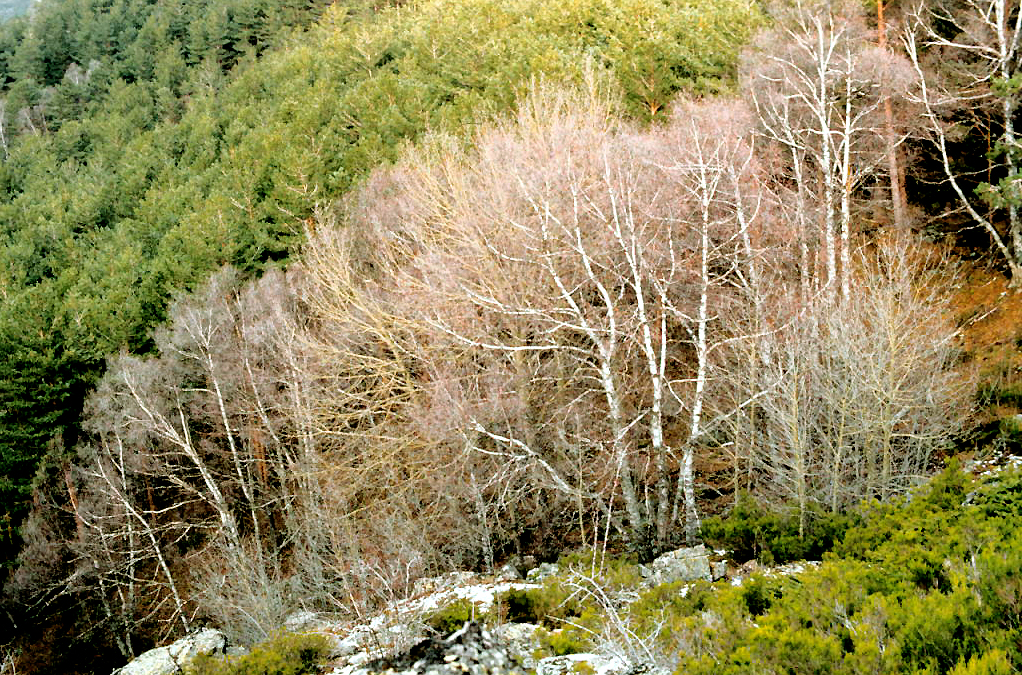
Rodal de álamos temblones en un pinar

El pueblo se ubica en la ladera occidental de un pequeño valle, flanqueado por las formaciones montañosas de Mata de los Ladrones y Peña Gorda y por donde discurre el arroyo de Canencia, afluente del Lozoya en su curso alto. Por tanto, el término se integra en la cuenca hidrográfica de este río, que, a su vez, es subsidiaria de la del Jarama y ésta de la del Tajo.
La red hidrográfica del municipio se completa con dos pequeños cursos fluviales, el arroyo Ortigal y el reguero de Matallana, que desaguan en el arroyo de Canencia. Pese a su fuerte estiaje, característico de los ríos de la vertiente meridional de la sierra de Guadarrama, todas estas corrientes mantienen su caudal durante todo el año.
En lo que respecta a su flora, su rango altitudinal (1150 m sobre el nivel de mar) determina la aparición de extensos prados y pastizales, que se alternan con bosques de roble y acebo. Dentro del término se encuentra el abedular de Canencia, de interés paisajístico y ecológico. Otras especies vegetales son el chopo, el piorno y la zarza.

## Historia
El origen de Canencia se vincula al proceso de repoblación cristiana, llevado a cabo por la comunidad de villa y tierra de Segovia, tras la conquista de la zona por el rey Alfonso VI de León, a finales del siglo XI. 
Es probable que el término municipal fuese utilizado como cazadero por parte de la Corona de Castilla durante la Baja Edad Media. De hecho, algunos historiadores relacionan el topónimo del pueblo con los perros (canes), ante la supuesta existencia de perreras reales dentro de la localidad. Pese a tratarse tan sólo de una hipótesis histórica, este animal aparece en el escudo heráldico de Canencia.

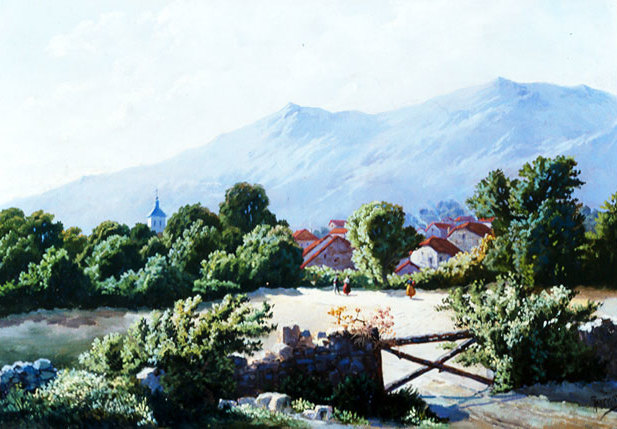
Paisaje de los alrededores de Canencia (1876) por Francisco Fernández de la Oliva

A finales del siglo XIV, la construcción, en el término de Rascafría, del monasterio del Paular supuso un punto de inflexión en el desarrollo económico y social de Canencia. 
No obstante, el verdadero despegue se produjo en el siglo XIX, cuando en 1833 el pueblo dejó de depender de Segovia y quedó integrado, como municipio independiente, en la provincia de Madrid, en el contexto de la división territorial de España. Con una entidad jurídica propia, Canencia experimentó un importante crecimiento demográfico, que situó su población por encima de los 700 habitantes, 500 más que en el siglo XVIII. 
A mediados del siglo XX, fueron instalados los servicios de alumbrado eléctrico, agua corriente y telefonía, al tiempo que fue realizada una carretera sobre el puerto de Canencia, que conducía directamente hasta Miraflores de la Sierra. Este incipiente desarrollo se quebró en la segunda mitad del siglo XX, iniciándose un proceso de despoblación y retroceso económico.

## Demografía
Cuenta con una población de 469 habitantes (INE 2024).
| Gráfica de evolución demográfica de Canencia entre 1842 y 2021                                                        |
| |
| Población de derecho según los censos de población del INE. Población de hecho según los censos de población del INE. |

Canencia participa de las tendencias demográficas de su comarca, la Sierra Norte, un territorio caracterizado por la despoblación, si bien este proceso parece haberse detenido en los últimos años.

## Comunicaciones

### Transporte público
Canencia cuenta con cinco líneas de autobuses interurbanos teniendo conexión directa con Madrid capital dos de ellas, en el intercambiador de Plaza de Castilla. Las líneas son operadas todas por ALSA y son las siguientes:
| Línea | Recorrido                                        | Operador |
| ----- | ------------------------------------------------ | -------- |
| 194   | Madrid (Plaza de Castilla) – Rascafría           | ALSA     |
| 194A  | Buitrago del Lozoya - Lozoyuela - Rascafría      | ALSA     |
| 195   | Madrid (Plaza de Castilla) – Braojos             | ALSA     |
| 195A  | Circular Buitrago - Gargantilla (por Lozoyuela)  | ALSA     |
| 195B  | Circular Buitrago - Gargantilla (por Villavieja) | ALSA     |

Sólo algunas expediciones de las líneas dan servicio a Canencia. En las horas en las que no circulan las líneas directas a Madrid se deberá enlazar en Buitrago del Lozoya con la línea 191. Se recomienda consultar horarios.

## Economía
En lo que respecta a la economía, la ganadería, principalmente vacuna, constituye la fuente de ingresos más importante de la población, si bien, en los últimos años, ha comenzado a despuntar el sector de la construcción. También hay una intensa actividad agrícola, basada en la explotación de huertas.

## Patrimonio

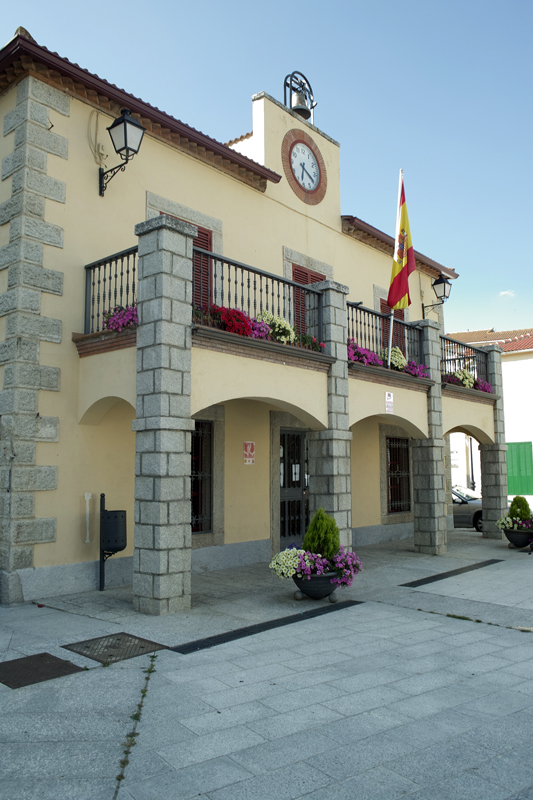
Casa consistorial en la plaza de la Constitución

El edificio más notable de Canencia es la iglesia de Santa María del Castillo, construida en el siglo XV en estilo gótico y reformada en el siglo XX, una vez concluida la guerra civil española, cuando sufrió importantes daños. Consta de una nave rectangular (originalmente eran dos), una capilla mayor y otra lateral. Cabe destacar su púlpito de estuco, realizado en estilo mudéjar, y su torre de dos cuerpos.
En el pueblo se conservan interesantes muestras de la arquitectura rural de la sierra de Guadarrama, caso de un potro de herrar, utilizado para las caballerías y los bueyes de labranza, y la Fuente Cantarranas.
Otro de los atractivos turísticos de la localidad son sus tres puentes medievales, alrededor de los cuales la Comunidad de Madrid ha articulado una ruta turística. El Puente Canto fue levantado en el siglo XIV o XV sobre el cauce del arroyo de Canencia. Presenta una estructura asimétrica, con rasante en lomo de asno y dos arcos de medio punto. En sus inmediaciones, aguas arriba, se encuentra el puente de las Cadenas, con un único arco. El puente de Matafrailes completa la ruta.
Además, el término municipal posee importantes valores paisajísticos y ambientales. El puerto de Canencia se ha convertido en un área de recreo y ocio, a la que acuden habitualmente excursionistas, turistas y deportistas. Otro lugar muy frecuentado es el abedular de Canencia.

## Cultura

### Leyenda del Tuerto de Pirón
El Tuerto de Pirón era un bandolero nacido en la localidad segoviana de Santo Domingo de Pirón. Fernando Delgado Sanz, apodado el Tuerto de Pirón, robaba a los ricos, asaltaba iglesias y caminos, el entorno de Canencia fue uno de los lugares donde tuvo actividad y donde murió a manos de la Guardia Civil junto a su mano derecha Barroso, cuando planificaba un asalto.

### Educación
En Canencia hay una escuela infantil, de carácter público.